# Єжи Конорський

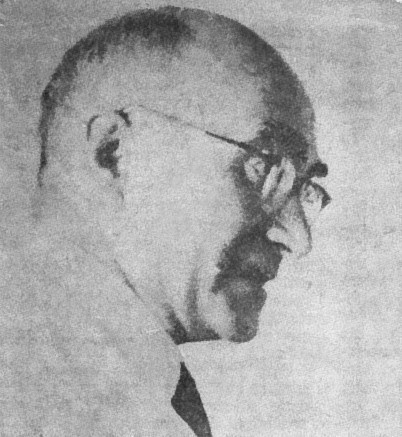
Єжи Конорський

Єжи Конорський (1 грудня 1903, Лодзь, Конгрес Польщі — 14 листопада 1973, Варшава, Польща) — польський нейрофізіолог, який розвинув роботу Івана Павлова, відкривши вторинні умовні рефлекси та оперантне обумовлення. Він також запропонував ідею гностичних нейронів, концепцію, подібну до 'клітини-бабусі'. Він ввів термін «нейропластичність» і розвинув теоретичні ідеї щодо неї, подібні до тих, які незабаром після цього запропонував Дональд Хебб.

## Вторинні умовні рефлекси
Коли він і Стефан Міллер були студентами медичного факультету у Варшаві, вони запропонували інший тип умовного рефлексу на додаток до того, який відкрив Павлов, який контролювався винагородою. Це стало відомо як "умовні рефлекси типу II" або вторинні умовні рефлекси. Умовні рефлекси типу II тепер відомі як оперантні або інструментальні умовні рефлекси.
Він провів два роки в лабораторії Павлова в результаті листа, який він надіслав Павлову з описом цієї роботи. Однак Павлов ніколи не був переконаний, що інструментальне обумовлення (яке Конорський назвав «Типом ІІ», щоб відрізнити його від навчання «Типу І» Павлова) суттєво відрізняється від його власного обумовлення типу І.
Обмін ідей між Б.Ф. Скіннером і Конорським також стався щодо двох типів навчання. Спочатку Скіннер називав оперантне кондиціонування типом I, а павлівське — типом II. Конорський погодився переглянути свою номенклатуру, щоб уникнути плутанини.

## Нейропластичність
Конорскі одружився з нейрофізіологом Ліліаною Любінською, яка отримала докторський ступінь у Луї Лапіка. Конорський, Любінська та Міллер заснували лабораторію в Інституті експериментальної біології Ненського. Оскільки знання Конорського про нейрофізіологію значно розширилися завдяки його співпраці з Любінською, він звернув увагу на нейронні механізми, які лежать в основі кондиціонування.
Конорского цікавило, як існуючі зв’язки між нейронами в мозку можуть бути змінені шляхом кондиціонування. Він запропонував ідею, подібну до Хебба, згідно з якою випадкова активація в часі призводить до того, що потенційні зв’язки перетворюються на справжні збуджуючі зв’язки. Гальмівні зв'язки виникають, коли збудження одного входу збігається в часі з ослабленням пов'язаного з ним зв'язку. Він описав цей процес: «Пластичні зміни будуть пов’язані з утворенням і розмноженням нових синаптичних з’єднань між закінченнями аксона однієї нервової клітини та сомою (тобто тілом і дендритами) іншої»  Ця ідея, що синапси зміцнюються при активності також було запропоновано на Заході в теорії синапсів Гебба Дональда Хебба.

## Бабусині клітини
Конорскі вперше запропонував дві ключові концепції нейронауки (незалежно від західних учених, які також їх запропонували). «Бабусину клітину», як її назвали на Заході, Конорскі назвав «гностичною одиницею». Це було дуже детально описано в його книзі 1967 року — «Integrative Activity of the Brain».

## Публікації
Він був автором двох важливих книг про навчання: «Умовні рефлекси та організація нейронів» (1948) та «Інтегративна діяльність мозку» (1967). У першій книзі була представлена одна з перших теорій асоціативного навчання в результаті тривалої пластичності нейронів. У другому він суттєво переглянув свої ранні теорії та узагальнив роботу з асоціативного навчання та нейробіології сприйняття та мотивації.

## Друга світова війна
Для нього було створено відділення нейрофізіології в Інституті експериментальної біології Неньцького у Варшаві, Польща, але воно було знищено в перші дні вторгнення до Польщі в 1939 році. Йому не вдалося потрапити до Англії, щоб приєднатися до свого брата, який жив там. Конорському вдалося втекти до Радянського Союзу, де його призначили керівником лабораторії приматів у Сухумі на Чорному морі в Грузії. У зв'язку з нападом Німеччини на Радянський Союз лабораторія була переведена до Тбілісі. Значну частину Другої світової війни він провів у Сухумі, лікуючи травматичні ушкодження центральної нервової системи. Після війни він повернувся до Інституту Неньцького на посаду керівника відділу нейрофізіології. У 1948 році Cambridge University Press опублікував його «Умовні рефлекси та організація нейронів». Потім у 1949 році, під час піку сталінізму, на конференції в Ленінграді, присвяченій 100-річчю від дня народження Павлова, його книга була засуджена і відкинута. У 1951 році на конференції, організованій у Криниці на його підтримку, це було відзнчено 40-хвилинними безперервними оплесками й оваціями. Зі смертю Сталіна припинилося його переслідування.

## Спадщина
Згодом Конорський став іноземним членом Національної академії наук США. Після його смерті його вплив значно зріс, і тепер він визнаний першим, хто систематично дослідив механізми, що лежать в основі інструментального кондиціонування. Багато хто вважає його одним з найважливіших нейробіологів-теоретиків.